# 통화주의
통화주의(通貨主義, 영어: monetarism)는 거시 경제의 변동에 화폐 공급량(통화 공급량) 및 화폐를 공급하는 중앙 은행의 역할을 중시하는 경제학 일파와 그 주장을 하는 경제학자를 말한다. 이들은 통화량을 조절하는 정부의 정책 역할을 중요시 한다. 화폐 공급량의 변동이 단기의 실질 경제성장 및 장기 인플레이션에 대해 결정적으로 중요한 영향을 미친다고 생각한다. 재량적 재정 정책의 성향을 강하게 가지고 있었던 케인즈식 총수요 관리 정책과 반대되는 입장으로 화폐 수량 이론에서 다시 빛을 보게 되었다. 재량보다는 규칙에 따라 정책이 집행되어야 한다고 주장하는 점 등의 특색이 있다. 통화주의자의 이론과 주장 전체를 통화주의이라고 부른다. 옹호자로 밀턴 프리드먼이 유명하며, 그의 "인플레이션은 언제, 어떠한 경우라도 화폐적 현상이다"라는 말이 유명하다.
화폐 공급량이 단기적인 경제 변동에 큰 영향을 미친다는 생각으로 재량적인 화폐 공급 및 금융 정책에 부정적이고, 규칙에 기반한 정책을 펼쳐야 한다고 주장한다. 이것은 경제 상황에 대한 정부 중앙 은행의 인식 지연과 정책이 실시될 때까지 지연, 그리고 효과가 실제로 파급될 때까지 지연 등 각종 지연의 존재 등으로 재량으로 화폐를 공급하려고 해도 항상 적절한 공급을 할 수 없으며, 그 괴리가 거시 경제에 큰 영향을 주기 때문에 오히려 경제에 불필요한 변화를 만들 수 있기 때문이다.
화폐 양이 단기적으로는 실질 경제에 큰 영향력을 가진다고 하는 한편, 장기적으로 실질 경제에 미치는 영향이 없어 인플레이션에만 작용한다는 생각이나, 재량보다는 규칙을 중시해야한다는 주장은 뉴케인지언을 포함한 현대 거시 경제학에 널리 포함되어 있어 많은 모델이 어떤 의미에서 통화주의이다. 따라서 예전과 같은 케인지안 또는 모니테리스트에 대한 구분은 의미가 없어지고 있으며, 오늘날 거시 경제학자 중 전통적인 통화주의자를 찾기 어려워지고 있다.

## 개요
통화주의자가 옹호하고 있는 화폐 수량 이론은 어빙 피셔의 화폐 수량 방정식의 변형 판이다.
{\displaystyle Mv=PY}
M ：화폐 공급량
v ：화폐의 소득 유통 속도 (화폐유통속도)
P ：가격 수준
Y ：산출물의 수량
에 따라 화폐의 소득 유통 속도(v)가 일정할 때 산출물의 양(Y)이 일정하다면 화폐 공급량(M)에 의해 가격 수준 (p)의 명목 가치가 결정되는 것, 즉 물가는 발행되는 화폐의 양으로 결정된다고 주장했다. 화폐 수량 방정식은 상태 방정식이므로 본래는 그런 인과 관계를 나타내는 것은 아니지만, 통화주의는 인과 관계를 나타내는 식으로 해석하고 화폐 공급량을 안정적으로 관리하는 것을 중시한다. 이것은 화폐의 소득 유통 속도(v)가 경기 확장 국면에서는 상승하고, 수축 국면에서는 하락하는 추세에 있는 등 단기적으로는 변동하지만, 장기적으로 안정되어 있다는 관측 결과에 근거한다.

## 같이 보기
- 시카고 학파 (경제학)
- 신용 창출
- 해리 고든 존슨